# 縣道197號
縣道197號（池上－台東），是位於臺灣臺東縣的一條縣道級公路，亦是唯一全線均位於臺東縣境內的南北向縣道。北起臺東縣池上鄉池上市區，南至臺東縣臺東市石川，全長共計59.670公里。

## 概述
截至2020年底，縣道197號總長59.670公里，路基總面積478,590平方公尺，其中45.661公里（76.5%）為瀝青鋪面、14.009公里（23.5%）為碎石鋪面。全線共設置19座橋梁（總長583.0公尺），另設置370面標誌、18組交通號誌，以及210桿照明裝置。

## 行經行政區域
全線均位於臺東縣境內。
| 池上鄉 | 池上市區 | 0.000  | 台9線           | 公路起點         |  |
| 池上鄉 | 池上市區 | －     | 東1線           |                  |  |
| 池上鄉 | 錦園     | －     | 東9線 · 東9-2線 | 終點 東9-2線起點 |  |
| 池上鄉 | 萬安     | 2.660  | 東6線           | 終點             |  |
| 池上鄉 | 萬安     | －     | 東9-2線         | 東9-2線終點      |  |
| 池上鄉 | －       |        |                 |                  |  |
| 池上鄉 | 富興     | －     | （地區道路）    |                  |  |
| 池上鄉 | 富興     | －     |                 |                  |  |
| 池上鄉 | 富興     | －     | （地區道路）    |                  |  |
| 池上鄉 | 富興     | －     |                 |                  |  |
| 池上鄉 | 富興     | －     | （地區道路）    |                  |  |
| 池上鄉 | －       |        |                 |                  |  |
| 池上鄉 | 振興     | －     | （地區道路）    |                  |  |
| 池上鄉 | 振興     | －     |                 |                  |  |
| 池上鄉 | 振興     | －     | （地區道路）    |                  |  |
| －     |          |        |                 |                  |  |
| 關山鎮 | 嘉武     | 13.420 | 東8-1線         | 東8-1線終點      |  |
| 關山鎮 | 嘉武     | 14.780 | 東26線          | 起點             |  |
| 關山鎮 | －       |        |                 |                  |  |
| 關山鎮 | 電光     | －     | （地區道路）    |                  |  |
| 關山鎮 | 電光     | －     |                 |                  |  |
| 關山鎮 | 電光     | 18.020 | 東26線          | 終點             |  |
| －     |          |        |                 |                  |  |
| 鹿野鄉 | 寶華     | 22.630 | （地區道路）    | 碎石鋪面起點     |  |
| 鹿野鄉 | 寶華     | －     |                 |                  |  |
| 鹿野鄉 | 寶華     | －     | （地區道路）    |                  |  |
| 鹿野鄉 | 寶華     | －     |                 |                  |  |
| 鹿野鄉 | 寶華     | －     | （地區道路）    |                  |  |
| 延平鄉 | 鸞山     | 36.639 | （地區道路）    | 碎石鋪面終點     |  |
| 延平鄉 | 鸞山     | 40.080 | 鸞山大橋        |                  |  |
| 延平鄉 | 鸞山     | －     |                 |                  |  |
| 延平鄉 | 鸞山     | －     | （地區道路）    |                  |  |
| 延平鄉 | 下野     | 43.820 | 東40線          | 起點             |  |
| 卑南鄉 | 利吉     | 49.840 | 東45線          | 起點             |  |
| 卑南鄉 | 富源     | －     | （地區道路）    |                  |  |
| 臺東市 | 石川     | 59.670 | 台11乙線        | 公路終點         |  |
|        |          |        |                 |                  |  |

## 沿線路名
- 中東二路
- 富源路
- 梅山路
- 鸞山路
- 環山路
- 東利路

## 沿線風景
縣道197號素有「臺灣紐西蘭」之稱，沿途皆為風景，在2006年重鋪道路後便更為吸引遊客前往以交通工具觀光。
- 1K~13K：於起點附近可接往池上鄉著名的伯朗大道。
- 13K～23K：於關山段至碎石路段入口為著名的關山稻田路段，甚是漂亮。
- 23K～37K：關山段有14公里長路段位於森林內，為台灣縣道系統唯一已通車的碎石鋪面，行車困難，但也為眾多自行車與機車騎士挑戰之地, 2015年底針對29～35.5公里間土質鬆軟路段，嘗試鋪設水泥路面。
- 45K：為觀景平台，可見到利吉惡地地形與遠眺卑南溪，也可眺望「劍山」。
- 56K：此路段接近台東市，在道路旁草原或空地皆可遠眺台東市區與台東機場，也可見到志航基地與石頭山，及遠望太平洋。

其他設施與景點
- 大坡池
- 臺東縣池上鄉萬安國民小學
- 臺東縣關山鎮電光國民小學
- 臺東縣延平鄉鸞山國民小學